# 尼祖·李奧-曲加
尼祖·李奧曲加（英語：Nigel Reo-Coker，1984年5月14日—）是英格蘭職業職業足球員，司職中場。為球迷熟悉的是擁有準確攔截及高素質傳球能力。李奧曲加在溫布頓開始足球運動員生涯，2004年改投韋斯咸，在2007年加盟阿士東維拉，最後效力英甲球會米尔顿凯恩斯。

## 生平

### 早年
尼祖·李奧曲加在1984年5月14日生於倫敦克羅伊登（Croydon），在兒童時期曾在塞拉里昂居住長達6年，當時他的父親在當地任職醫生。1990年父母離婚後，他與兩名妹妹跟隨母親返回倫敦居住。

### 球會
溫布頓
李奧曲加於12歲時代表克羅伊登區作賽時被倫敦球會溫布頓發掘到，他在球隊的青訓系統成長，被提升上一隊後更獲委任為隊長，其間已經獲選為英格蘭U21代表首次上陣。
2003年樸茨茅夫領隊哈里·雷德克纳普已承諾收購李奧曲加，將他帶到這支準備首次升班到英超作賽的南部海岸球隊，但球隊因財困導致李奧曲加雖然已簽約樸茨茅夫而仍然留效溫布頓，李奧曲加為溫布頓合共上陣64場及射入6球。
韋斯咸
2003/04年上半季李奧曲加表現出色，他於2004年1月獲韋斯咸賞識收歸旗下，他迅即成為阿倫·柏祖（Alan Pardew）一隊的常規正選及擔任隊長。2004/05年首個英冠球季李奧曲加射入3球協助球隊取得聯賽第6位及參加升班附加賽資格，韋斯咸先後擊敗葉士域治及普雷斯頓透過附加賽升班英超。更於2006年帶領韋斯咸晉級英格蘭足總盃決賽，對手為6屆冠軍利物浦，韋斯咸於完場前領先3-2，但在補時被謝拉特射入「世界波」扳平，加時雙方再無紀錄，韋斯咸於互射十二碼1-3敗陣屈居亞軍。
2006/07年球季韋斯咸開季成績差勁，李奧曲加成為代罪羔羊，球隊排名接近降班區域，最終導致領隊阿倫·柏祖被辭退。李奧曲加在球季末回復狀態，協助韋斯咸在最後9輪聯賽勝出7場，在聯賽煞科日作客當屆聯賽冠軍曼聯1-0獲勝，確定逃出降班漩渦。李奧曲加在未能獲得韋斯咸董事會保證其在球隊的未來後提出轉會要求，據報阿士東維拉在6月提出700萬英鎊希望羅致他，最終韋斯咸與阿士東維拉在7月達成協議，以約850萬英鎊將其隊長出售到維拉。
阿士東維拉
李奧曲加於2007年7月5日以據報850萬英鎊轉投阿士東維拉，簽約四年，他在8月28日英格蘭聯賽盃第二圈5-0擊敗域斯咸射入轉會後首個入球。李奧曲加居於斯托桥（Stourbridge），接近隊友艾殊利·楊格的居所。2008年1月21日在常任隊長巴里因傷缺陣，李奧曲加戴上隊長臂章在晏菲路球場出戰利物浦。他在作客白鹿徑球場對陣熱刺時射入首個加盟維拉後的英超入球；在三日後歐洲足協盃對保加利亞的列迪斯洛維治李奧曲加再取得入球，為球隊扳平1-1，最終維拉以3-1奏凱而回。期間李奧曲加主要擔任右閘，當右翼球員缺陣時亦會推前擔任翼鋒。
在2009年和平盃的後段比賽，因原任隊長受傷，李奧曲加代任隊長，直到決賽憑互射十二碼4-3擊敗祖雲達斯後，李奧曲加以隊長身份高舉獎盃。在巴里離隊轉投曼城後，李奧曲加原本可以再次取回正選席位，擔任擅長的防守中場之職，但在2009年9月18日在訓練場上與領隊馬田·奧尼爾發生爭執，更自此一直被「雪藏」而沒有上陣機會。直到11月7日才獲「解凍」，以隊長身份於主場5-1擊敗保頓再次獲派上陣，馬田·奧尼爾更稱兩人雖然曾有誤會，但在柏度夫受傷時，他絕無猶豫將隊長臂章給予李奧曲加。
2011年5月27日於球季結束後，李奧曲加成為10名遭維拉放棄的球員之一。
保頓
2011年7月27日李奧曲加以自由身加盟英超球會保頓，簽約兩年。
2012年5月14日，李奧曲加引用合約條款離開將降落英冠作賽的保頓。
葉士域治
2012年10月14日，英冠球會葉士域治以短期合約形式簽入李奧曲加，效力至2013年1月12日。
2013年1月14日，李奧曲加婉拒葉士域治延長合約至季尾要求即時離開球會。
溫哥華白浪
2013年2月21日，美國職業足球大聯盟球會溫哥華白浪宣佈李奧曲加以自甶身加盟。
美国芝华士
2014年8月21日，美職聯球會美国芝华士宣佈以其阿根廷籍球員交換溫哥華白浪的李奧曲加。
2014年10月27日，美国芝华士宣佈退出美職聯。
蒙特利尔冲击
2014年12月10日，美職聯球會蒙特利尔冲击於2014年度MLS Waiver Draft選擇李奧曲加加盟。

### 國際賽
李奧曲加於2003年10月首次入選英格蘭U21對戰土耳其。2007年3月24日他以隊長身份帶領英格蘭U21在重建後的新溫布萊球場首場正式比賽迎戰義大利U21，結果雙方3-3握手言和。
2006年5月李奧曲加獲選英格蘭2006年世界盃參賽名單的後補中場球員，但5月22日英格蘭足總宣佈李奧曲加因背傷退選而由菲尔·内维尔取代。
李奧曲加具有塞拉里昂血統，而他亦稱會考慮代表這支西非球隊上陣。
他以隊長身份領導英格蘭U21在2007年歐洲U-21足球錦標賽作賽，英格蘭以分組賽次名出線準決賽面對主辦國荷蘭，他在比賽中一次無謂犯規取得個人在競賽中第二面黃牌，表示球隊即使晉級決賽他亦無緣上陣，但最終雙方在加時後仍然1-1平手，在馬拉松互射十二碼以12-13落敗，而李奧曲加亦射失第9輪的十二碼，因賽後超齡，這亦是他最後一次代表英格蘭U21上陣。
目前，塞拉利昂足球協會有意邀請他代表塞拉里昂為2014年世界盃外圍賽作好準備。

## 榮譽
韋斯咸
- 英格蘭足總盃亞軍：2006年；

阿士東維拉
- 和平盃冠軍：2009年；

## 外部連結
- 足球数据库：尼祖·李奧-曲加的球员统计数据
- MLS player profile （页面存档备份，存于）